# Plaza Mitre (Monte Grande)

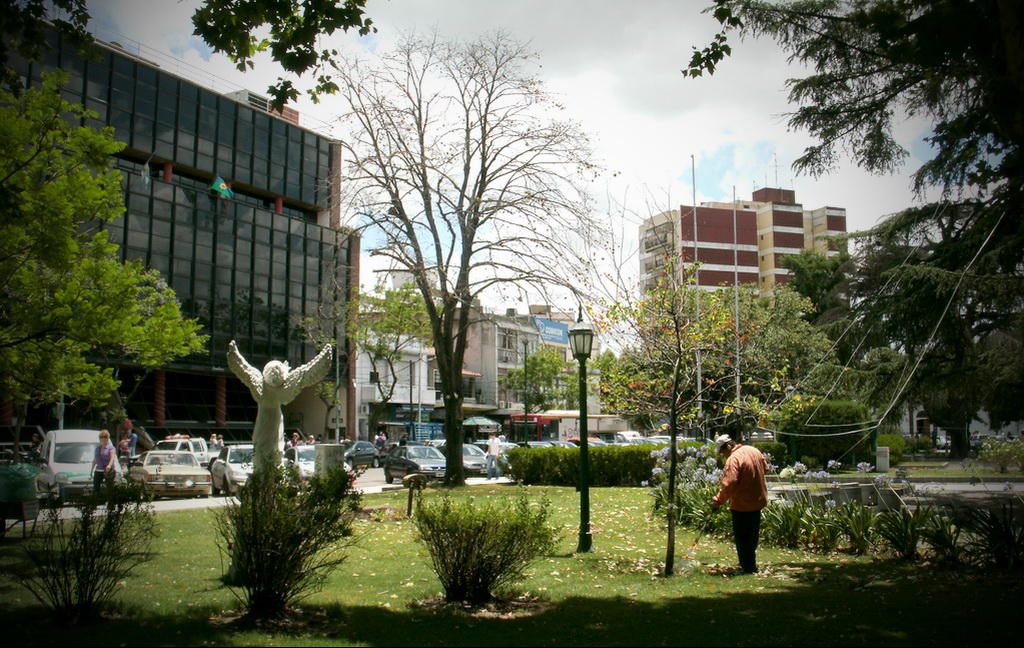
Plaza Mitre

La plaza Bartolomé Mitre es la plaza principal de la localidad de Monte Grande, la ciudad cabecera del partido de Esteban Echeverría, en la provincia de Buenos Aires, Argentina.
En la década de 1820, inmigrantes de Edimburgo (Escocia) se instalaron en el territorio que hoy pertenece a los partidos de Esteban Echeverría y Ezeiza. Allí crearon el primer asentamiento granjero del país. En memoria de esa colonia de inmigrantes, quienes fundaron el pueblo de Monte Grande decidieron llamar a esta plaza Nueva Escocia, nombre que cambió por el actual el 26 de junio de 1921, día en que se conmemoró en la Argentina el centenario del nacimiento del general Bartolomé Mitre.
El documento más antiguo que hace mención de esta plaza se halla en el álbum que la firma Coni, Sansiena y Cia. utilizó para promover el pueblo de Monte Grande en 1889. En ese álbum se hace referencia a 
```
                                
la plaza principal, de forma cuadrada, con ciento cincuenta y tres metros con veintiocho centímetros por costado, colocada en el centro del pueblo y diagonalmente con relación a las calles.
```

Su inauguración oficial fue en 1904, bajo la dirección de don Luis Guillón.
La plaza es cuadrada con puntas redondeadas y reemplaza a la manzana faltante en el damero del plano de la ciudad, pero de manera opuesta a las demás manzanas. En el centro hay una fuente octogonal celeste con bordes blancos y en el medio, disparadores de agua bilaterales con luces de colores. Los caminos son de mosaico blanco. Se puede disfrutar de un sector de asientos de cemento y de la feria de artesanas y artesanos.
A un lado del monumento a la madre, se encuentra un árbol de la especie Ginkgo biloba y se cree que fue plantado allí alrededor de 1910. Esta especie es una de las más antiguas del reino vegetal y fue la única especie que brotó en la tierra seca y muerta posterior a la bomba de Hiroshima, por lo que se la considera un símbolo del renacimiento y objeto de veneración, también se lo llama “árbol portador de esperanza”.
Entre 2007 y 2011, durante el primer mandato del intendente Fernando Gray, se realizó la puesta en valor de toda la plaza. Estos trabajos incluyeron la colocación de baldosas en los caminos, iluminación LED, renovación de los juegos y colocación de piso blando.
- Busto de Evita y busto de Juan Domingo Perón, este último inaugurado en 2009.
- Busto y pedestal de Bartolomé Mitre (1927). El busto se colocó el 11 de noviembre de 1927 y se sustituyó el viejo pedestal por el actual. Se lee la inscripción Bartolomé Mitre, 26-6-1821 /19-1-1906. Luchó contra la tiranía, organizó la nación, defendió las fronteras, escribió su historia. Es obra del escultor argentino Pedro Zonza Briano.
- Monumento a la madre (1962). Creado por Don Vicente Torro Simó, un escultor valenciano.
- Monumento a Domingo Faustino Sarmiento.
- Monumento al Bombero Voluntario (2008).
- Ángel Niño.
- Monumento al docente.
- Mástil Histórico de la Bandera Argentina (Frente a la iglesia). Es el primero que tuvo la plaza y fue donado a la comunidad por don Manuel Chichero.
- Mástil de la Bandera Argentina y Bonaerense (Frente a municipalidad).

- Escuela Número 1 Domingo Faustino Sarmiento
- Municipalidad de Esteban Echeverría
- Iglesia Inmaculada Concepción de Monte Grande
- Comisaría 1º de Esteban Echeverría
- Secretaría de Cultura. (Ex-Sala de Primeros Auxilios San José)
- Banco Provincia.
- Banco Santander Río.
- Banco Patagonia.

## Especies de árboles que se conservan en la plaza
•	Acacia caven (aromo)
•	Acer Negundo (arce)
•	Araucaria angustifolia (araucaria)
•	Bahuinia candicans (pesuña de vaca)
•	Cedrus deodara (cedro dorado)
•	Cupressus sempervirens stricta (ciprés piramidal)
•	Erythrina crista-galli (seibo)
•	Ginkgo biloba
•	Fraxinus americana (fresno americano) 
•	Ficus benjamina (ficus)
•	Jacaranda mimosifolia (jacarandá)
•	Platanus acerifolia (plátano)
•	Prunus avium (cerezo)
•	Robinia pseudoacacia (acacia blanca)
•	Tabebuia sp. (lapacho)
•	Tilia moltkei (tilo)
•	Chorisia speciosa (palo borracho)

## Especies de arbustos que se conservan en la plaza
•	Chaenomeles lagenaria (membrillero de adorno)
•	Cotoneaster sp. (cotoneaster)
•	Buxus sempervirens (boj)
•	Evonimus aureo variegado (evónimo disciplinado)
•	Lagerstroemia indica (crespón)
•	Olea texanum variegada (ligustro texano disciplinada)
•	Pittosporum tobira (azarero)
•	Pyracantha coccinea (crataegus)
•	Spirea cantoniensis (corona de novia)
•	Thuja orientalis (tuya)

## Especies herbáceas que se conservan en la plaza
•	Agapanthus affricanus (agapanto)
•	Cortadera selloana (pasto pampa)
•	Portulaca grandiflora (portulaca)
•	Ruscus aculeatus (helecho mosquito)
•	Yucca sp (yuca)

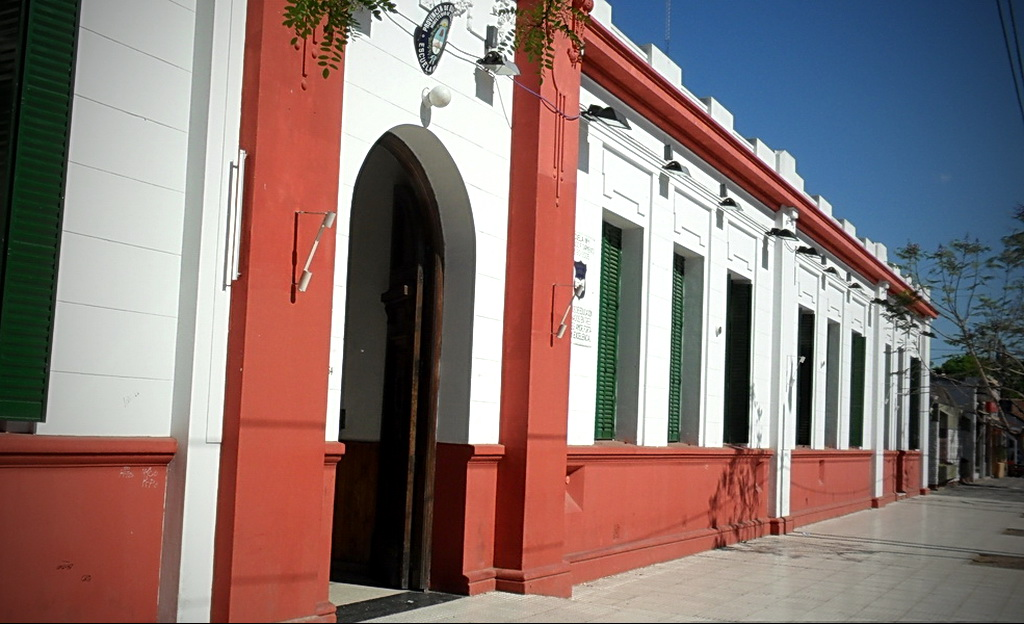
Escuela D.F.Sarmiento.
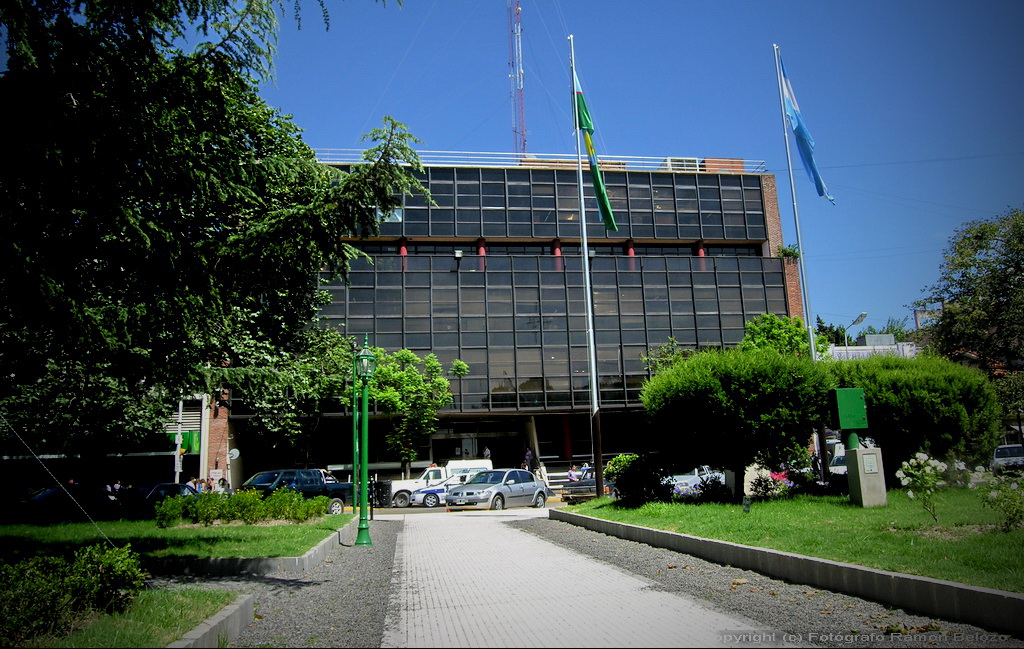
Edificio municipal.
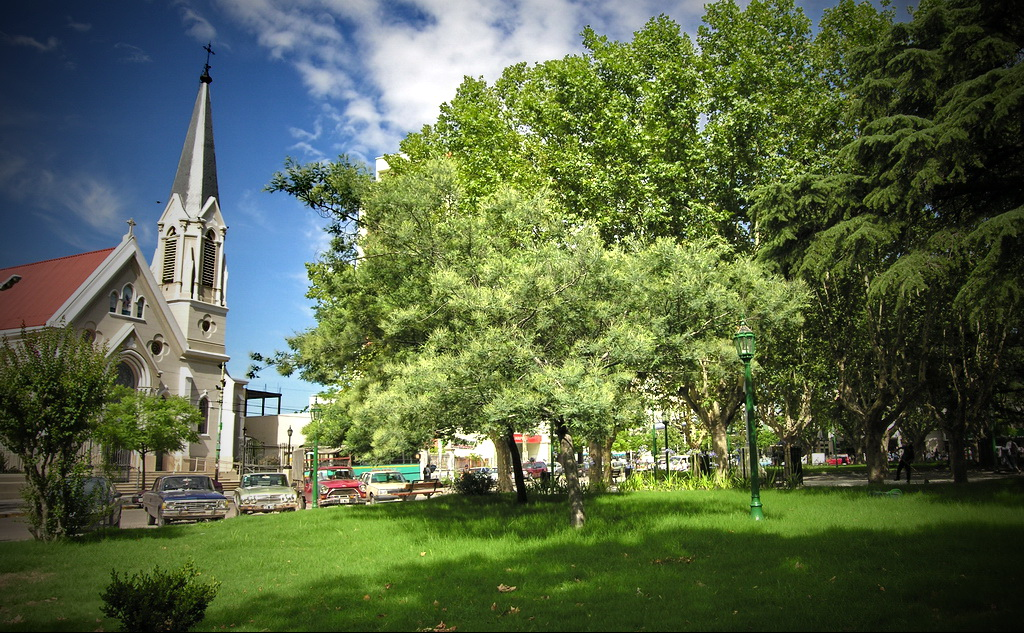
Parroquia Inmaculada Concepción.

## Fotos

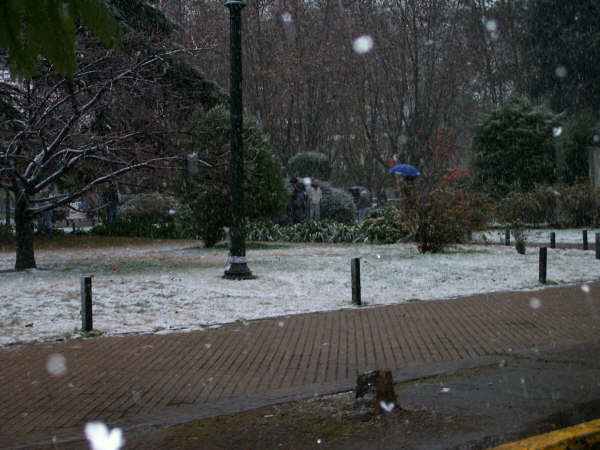
La plaza Mitre el día de la histórica nevada 2007
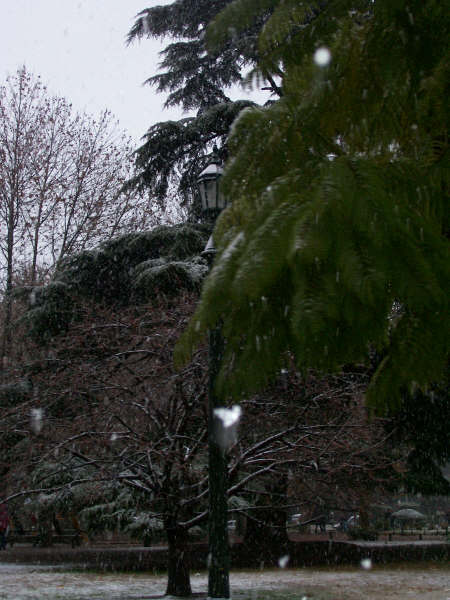
Farol el día que nevó 2007
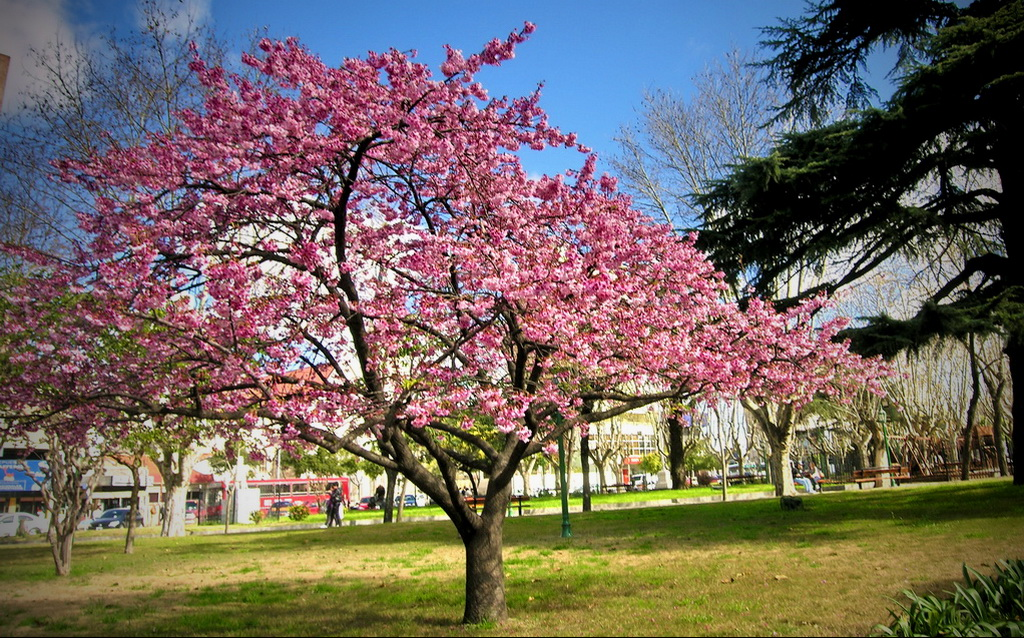
Cerezo
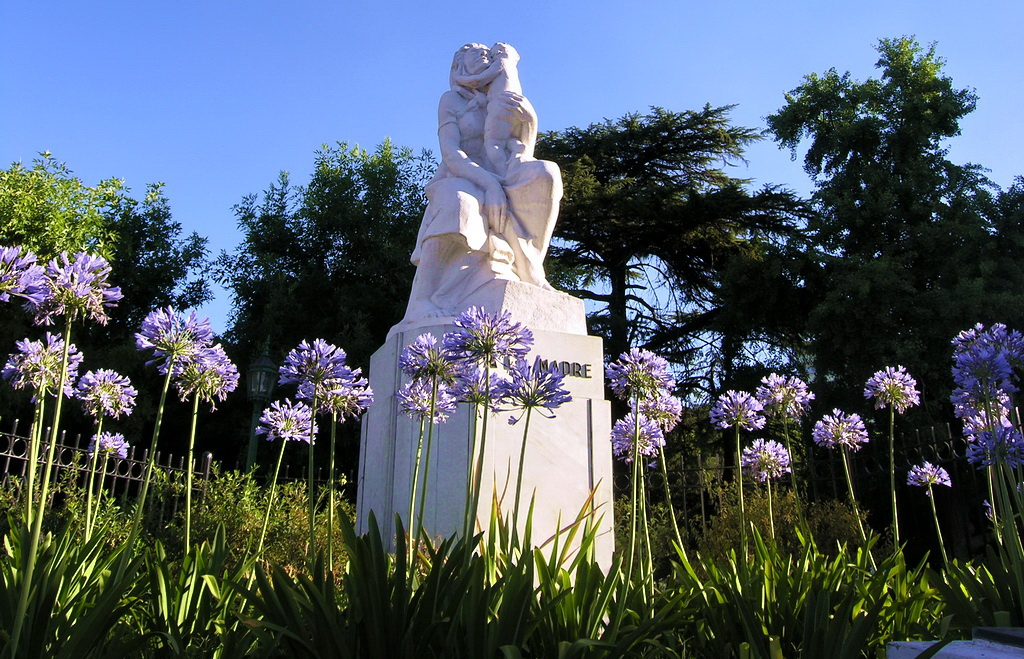
Monumento a la madre
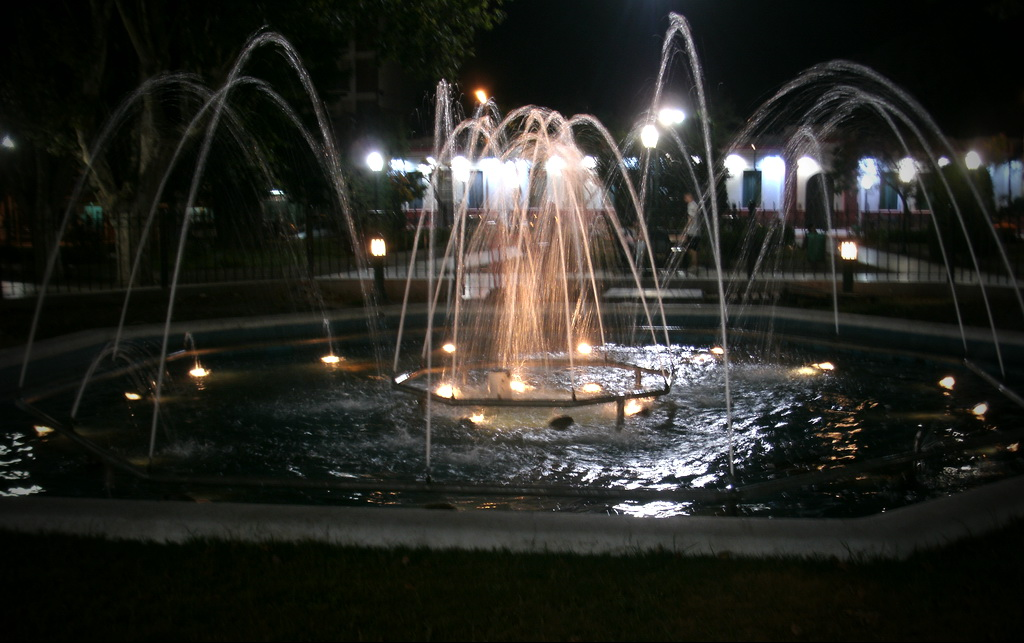
Fuente en la plaza

## Fuente
- Monte Grande Ayer : Fotos antiguas de Monte Grande.
- Ramón Belozo fotógrafo urbano.

- Datos: Q6079720